# Gabriel Tamaș
Gabriel Tamaș (Brașov, 9 november 1983) is een Roemeens betaald voetballer die bij voorkeur als verdediger speelt.

## Loopbaan
Tamaș begon zijn loopbaan in 1998 bij FC Brașov. Van 2000 tot 2002 speelde hij voor Tractorul Brașov. In 2002 ging hij naar Dinamo Boekarest en een jaar later naar Galatasaray SK. Een half jaar later speelde hij al voor Spartak Moskou dat hem weer verhuurde aan Dinamo Boekarest en Celta de Vigo. In 2007 ging de verdediger naar AJ Auxerre en ook die club verhuurde hem wederom aan Dinamo Boekarest. Hij verruilde in de zomer van 2010 AJ Auxerre voor West Bromwich Albion FC, dat hem daarvoor al een half jaar huurde. Vervolgens stond hij tot medio 2013 onder contract bij de club. Na een kort verblijf bij CFR Cluj, speelde Tamaș in het seizoen 2013/14 voor Doncaster Rovers FC. Hij begon het seizoen 2014/15 bij Watford FC maar verhuisde in januari 2015 naar Steaua Boekarest. In de zomer van dat jaar tekende hij na een stage een contract Cardiff City. Daar kwam hij niet aan spelen toe en begin 2016 keerde hij terug naar Roemenië bij Steaua.
In maart 2003 debuteerde hij in het Roemeens voetbalelftal, waarvoor hij meer dan zestig interlands speelde. Tamaș maakte deel uit van de Roemeense nationale selectie voor Euro 2008.